# Sheffield Manor Lodge

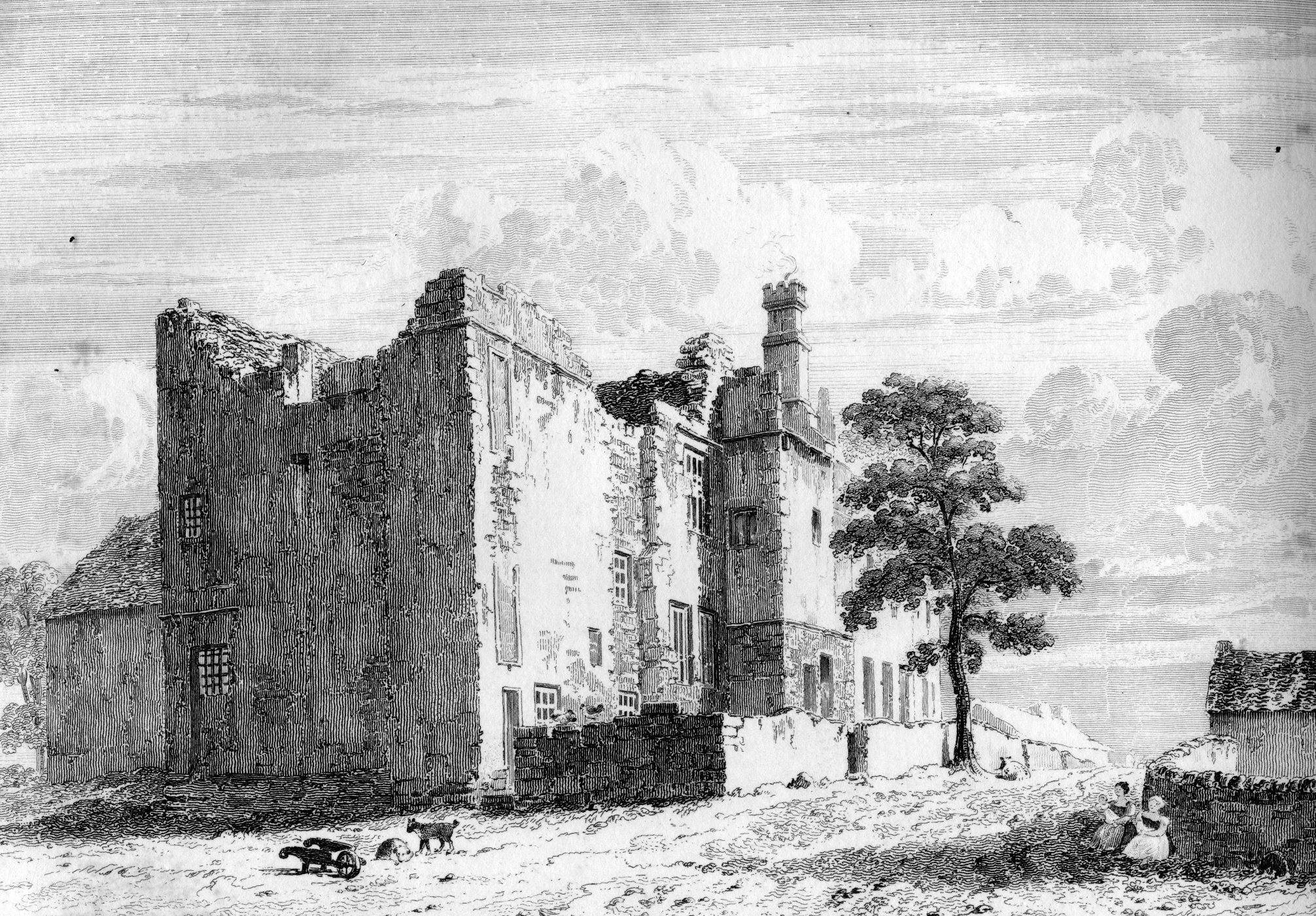
Aspecto de las ruinas de Sheffield Manor Lodge en 1819.

Sheffield Manor Lodge (en español, Casa señorial o Casa de campo de Sheffield), también conocida como Sheffield Manor o, en la zona, como Manor Castle, es una residencia construida alrededor de 1516 sobre lo que era originariamente un pabellón de caza, en lo que entonces era un gran parque de ciervos al sureste de Sheffield, (Inglaterra). Se construyó como casa de campo y posterior residencia para George Talbot, IV conde de Shrewsbury y su numerosa familia. Lo que queda de esa finca se conoce ahora como Norfolk Park. La zona residencial de Manor, en Sheffield, debe su nombre a esta casa.

## Descripción
Los restos de Sheffield Manor Lodge incluyen partes de las cocinas, la galería y la Torret House (Casa del torreón), también llamada «Queen Mary's Tower» (Torre de la reina María), monumento clasificado de grado II*, que contiene hermosos techos del siglo XVI.
Algunos indicios apuntan a que la Turret House se construyó en 1574, año en que se registran pagos en las cuentas del condado de Shrewsbury por trabajos de construcción en el Tyrret de Sheffield Manor. Tiene tres plantas de dos habitaciones y la escalera interior en una esquina sube hasta el tejado. La torre parece haberse diseñado como un punto de observación y es similar a la Hunting Tower (Torre de caza) de la mansión Chatsworth House .

## María I de Escocia

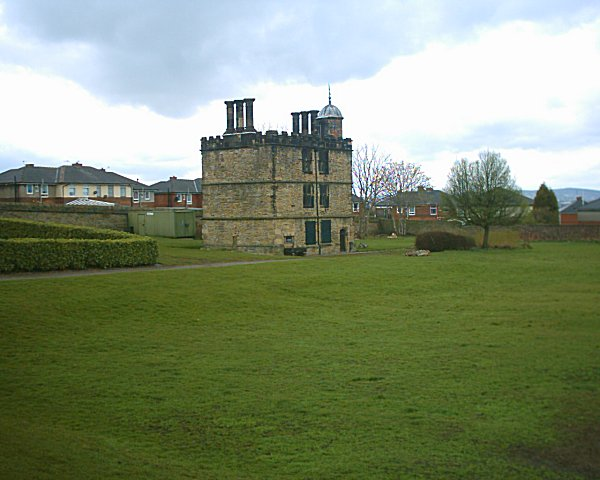
La Turret House en Sheffield Manor Lodge

George Talbot, VI conde de Shrewsbury fue el encargado de la custodia de María I de Escocia y la tuvo recluida tanto en el Castillo de Sheffield como en Sheffield Manor Lodge (se dice que su fantasma habita en la Turret House). La Wolsey's Tower (Torre de Wolsey) se construyó para dar hospedaje al cardenal Wolsey en su viaje a Londres desde York; este murió poco después al llegar a Leicester.
María Estuardo llegó a Inglaterra en 1568 en busca del apoyo de la nobleza católica tras su derrota en la batalla de Langside. La reina Isabel, prima de María, fue alertada de la amenaza que esta suponía para su corona, así que hizo mantener a María bajo custodia.
George Talbot, VI conde de Shrewsbury, fue designado como encargado de esta custodia el 4 de febrero de 1569. Los guardias armados de Talbot vigilaban constantemente a María que, sin embargo, con la ayuda del duque de Norfolk y otros miembros de la nobleza católica, se las ingenió para conspirar contra Isabel. María tuvo que ser trasladada varias veces a lugares más seguros y mantenida bajo un control más estricto.
El 28 de noviembre de 1570, la trasladaron al castillo del conde en Tutbury, donde permaneció durante 14 años, con algunas estancias esporádicas en Chatsworth y Buxton, y otras más regulares en el Castillo de Sheffield y en Manor Lodge. 
A pesar de las maniobras de María Estuardo, la reina Isabel parecía apoyar las reclamaciones al trono escocés de su prima y María Esturardo escribía regularmente a sus partidarios en Escocia pidiéndoles que fueran fieles y que esperaran la ayuda que creía que Elizabeth le iba a prestar. Dos de esas cartas de María se conservan en los Archivos de Sheffield.
El duque de Norfolk, que hacía poco tiempo que había sido puesto en libertad de su reclusión en la Torre de Londres, tras ser acusado de intentar liberar a María Estuardo y casarse con ella, fue arrestado cuando planeaba una conspiración para provocar una revuelta católica en Inglaterra en connivencia con el agente papal Roberto Ridolfi. El parlamento exigió la ejecución de María Estuardo y del duque de Norfolk; en ese momento, no se tomaron medidas contra María Estuardo, pero el duque de Norfolk fue decapitado en 1572.
En agosto de 1584, la reina Isabel finalmente accedió a la petición del conde George Talbot de liberarlo de sus obligaciones como guardián de María Estuardo, una labor que había acabado con su matrimonio, su salud y sus posibilidades de avances políticos más importantes. Después de dejar Sheffield, el nuevo guardián de María Estuardo, Sir Ralph Sadler, la llevó Wingfield Manor, en Derbyshire, y posteriormente a Tutbury. De allí la llevaron a Chartley Manor, en Staffordshire, donde participó en el complot de Babington, una nueva conspiración para asesinar a Isabel I.

## Ducado de Norfolk
Después de pasar a manos del ducado de Norfolk, Sheffield Manor quedó desatendida, se arrendó a agricultores y, en 1706, se desmanteló en gran parte. En 1839, Robert Marnock trasladó algunas de las paredes restantes y una ventana a los jardines que él había diseñado en la casa Queen's Tower (La torre de la reina), al lado del parque Norfolk Park en Sheffield. En 1953, el ducado de Norfolk arrendó el lugar al Ayuntamiento de Sheffield por 999 años.

## Plan de restauración
En 2004, el edificio apareció en el programa de televisión Restoration de la BBC y la National Lottery británica organizó una puja para financiar la conversión del recinto en un centro cultural y una granja tradicional. La empresa Green Estate, creada por el Manor and Castle Development Trust y el Sheffield Wildlife Trust, recibió 1,25 millones de libras esterlinas del Heritage Lottery Fund (Fondo de la Lotería Nacional) para restaurar la Turret House y transformar el recinto en una atracción turística.

## Atracción turística
Sheffield Manor Lodge como atracción turística consta de la Turret House, los jardines Tudor, el Discovery Centre y la cafetería Rhubarb Shed Cafe. La Turret House está abierta al público todos los domingos entre abril y septiembre, durante las vacaciones escolares de Sheffield y en días de acontecimientos especiales.